# Antíopa

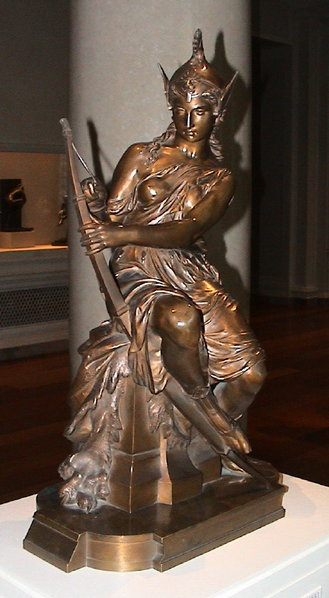
Estátua retratando Antíopa.

Antíopa é uma princesa amazona filha de Ares (deus da guerra) e de Otrera (rainha das amazonas). Antíopa é uma amazona e é muito confundida com Antíope (mãe de Anfião) e rainha de Tebas. Presenciou a guerra causada por Hera entre os homens de Hércules, dentre eles Teseu, e as amazonas. Versões posteriores dizem que ela é a mãe de Hipólito com Teseu, outras (as mais aceitas como Sonhos de uma noite de verão) dizem que ele seqüestrou Hipólita, e quando esta voltou para casa foi morta acidentalmente pela irmã Pentesiléia durante uma caçada. Não sucedeu a irmã e não se tem relatos (aínda) sobre outros pontos na vida de Antíopa.
Segundo Píndaro, ela foi raptada por Teseu e Pirítoo.
Segundo Hégias de Trezena, ela se apaixonou por Teseu durante o sítio de Temiscira no Termodonte  por Héracles e seus aliados, e ela traiu a forteleza a Teseu.
Os atenienses, porém, na época de Pausânias (geógrafo), diziam que ela foi flechada por Molpadia quando as amazonas atacaram Atenas, sendo Molpadia, por sua vez, morta por Teseu.